# Ранчо Сан Анхел, Роса И. де ла Паз дел Т. (Чалчивитес)
Ранчо Сан Анхел, Роса И. де ла Паз дел Т. (шп. Rancho San Ángel, Rosa I. de la Paz del T.) насеље је у Мексику у савезној држави Закатекас у општини Чалчивитес. Насеље се налази на надморској висини од 2070 м.

## Становништво
Према подацима из 2005. године у насељу је живело 7 становника.

### Хронологија
| Година       | 2005 |
| ------------ | ---- |
| Становништво | 7    |

### Попис
| # | Индикатор                        | Вредност |
| - | -------------------------------- | -------- |
| 1 | Укупно појединачних домаћинстава | 1        |